# Innovationstheater samt & sonders
Das Innovationstheater samt & sonders ist ein Improvisationstheater-Ensemble mit Sitz in Berlin, das sich auf die Kunst des improvisierten Theaters spezialisiert hat. Gegründet wurde es im Jahr 2006.

## Ensemblemitglieder
Das Ensemble von samt & sonders Innovationstheater besteht aus Künstlerinnen und Künstlern, die sich vorrangig dem improvisierten Theater widmen. Die aktuellen Ensemblemitglieder sind:
- Kai Diener
- Daniel Halft[1]
- Angeline Heilfort
- Severin Mahncke
- Maja Mommert
- Roland Riefer
- Ninja Schröder[2]
- Jörg Zander[3]

## Show-Formate
Samt & sonders bietet Show-Formate, die auf den Vorgaben des Publikums basieren und in denen die Schauspieler in unterschiedliche Rollen schlüpfen. Die Darbietungen reichen von komischen bis hin zu ernsthaften Szenen. Improvisierte Songs und musikalische Begleitung sind ebenfalls fester Bestandteil der Shows.
Einige der meist gespielten Show-Formate sind:
- freier.dreier: Drei Schauspieler kreieren  Geschichten und improvisierte Songs, basierend auf den Anregungen des Publikums.
- Stadt, Land, Genuss: In dieser Show wird das Spiel Stadt Land Fluss als Inspiration genutzt, um unterschiedliche Szenen zu improvisieren. Die Ideen des Publikums lenken den Verlauf der Show.
- Szenen wie Funken: Vier Spieler präsentieren blitzschnell Szenen, basierend auf den Wortvorgaben des Publikums. Dieses Format fängt den Funken der Kreativität in kurzen, intensiven Momenten ein.
- Hier spielt die Musik: Ein DJ wählt aus einer Palette an Sounddateien aus und inspiriert damit die nächsten Szenen.
- beziehungs.weise – auf der Suche nach ... : Samt & sonders erforscht die  Facetten von Beziehungen jeglicher Art und bringt damit emotionale Tiefe in ihre improvisierten Geschichten.

## Standorte
Die Shows des Innovationstheaters samt & sonders finden an verschiedenen Theatern in Berlin statt, darunter:
- UfaFabrik[5]
- BühnenRausch[6]
- Pfefferberg Haus 13[7]

Ehemalige Spielstätten umfassen den Grünen Salon in der Volksbühne, Café Theater Schalotte, Kreartell, O-Ton Theater und Frannz-Club.

## Weitere Aktivitäten
Neben ihren Shows engagiert sich das Ensemble samt & sonders auch in anderen Bereichen:
- Workshops und Trainings:[8] Das Ensemble bietet Workshops und Schulungen im Unternehmenskontext an und unterstützt Unternehmen dabei, die Prinzipien des Improvisationstheaters für ihre Ziele zu nutzen.
- Spiegeltheater-Shows:[8] Sie bieten improvisierte Shows zur Zusammenfassung von Konferenzen, digitale Angebote und Assessment-Center, die eine Methode zur Reflexion und Entwicklung bieten.
- Kooperationen und Initiativen: Samt & sonders hat die Initiative „IMPROVing – Schule macht Impro“[8] gegründet, die Workshops in Kooperation mit der Senatsverwaltung für Bildung, Jugend und Familie in Bildungseinrichtungen in Berlin und Luxemburg[9] anbietet. Samt & sonders ist darüber hinaus Kooperationspartner des Berliner Trainer Kongresses[10].

## Festivals und Anerkennungen
Das samt & sonders Innovationstheater hat nicht nur in Berlin, sondern auch international Beachtung gefunden:
- Einladungen von Deutschen Botschaften, Goethe-Instituten und Organisationen wie der Robert-Bosch-Stiftung[11]  und der Stiftung Mercator[12].
- Teilnahme an internationalen Improtheater-Festivals, darunter in Chicago, Tampere/Finnland, Barcelona, Würzburg[13], Halle[14], Tallin[15] und das Mess Festival.

## Historie
- Gegründet im Jahr 2006 als frei.wild Improvisationstheater[16]. Die Umbenennung erfolgte aufgrund von Verwechslungen mit der gleichnamigen Band.

- Mitbegründer der Impro-Liga Berlin[17] und des Berliner Impro-Marathons[18].
- Veranstalter des TamTam-Festivals[19] in der UfaFabrik
- Seit 2012 Organisator der Impro.Sause.[8]
- Szenische Begleitung von renommierten Preisverleihungen[20] und Veranstaltungen.